# Signe Tillisch
Signe Tillisch er en lokal dansk æblesort tiltrukket af kernesået plante af kammerherre og herredsfoged Tillisch fra Bjerre ved Horsens i 1866. Han opkaldte senere træet efter sin datter klosterfrøken Signe Tillisch. Senere kom træet som potteplante til herregården Rosenvold ved Vejle Fjord. En anden ikke ligeså udbredt historie går på at Herren til Rosenvold lensgreve August Rantzau til Rosenvold har sået en kerne fra en fin bordfrugt(Signe Tillisch skulle fysisk ligne en Italiensk Vinter Kalvil) efter et selskab hos herredsfoged Tillisch i Bjerre. Modertræet er så senere plantet ud i frugthaven på Rosenvold.
Træet er sundt, har kraftig og vækstform, kan blive gammelt og stadig bære fint. Er modtagelig for skurv. Vokser bedst i varm og let jord.
Frugten er stor, bred og kantet. Huden er tynd glinsende og fedtet og farven varierer fra det grønne over mod det gule. Solsiden kan blive orange hen mod det lakrøde, og frugtkødet grøn-gulligt med stor saftfylde. Smagen er karakteristisk med stor aroma. Frugten plukkes hen mod 1.oktober og kan holde sig til jul. Selvom æblet er et pragtfuld spiseæble og bordfrugt er det samtidig meget anvendelig i madlavningen. Såvel til grød som til marmelade og i bagværk og desserter.
Den kan med fordel podes på svagt voksende grundstamme for at fremskynde frugtsætningen. Fremragende til espaliering.